# Lars Peter Larsen
 Der er flere personer med dette navn, se Lars Larsen (flertydig).
Lars Peter Larsen (født 8. november 1862 i Bårse i Sydsjælland, død 23. juni 1940 på Sankt Lukas Stiftelsen i Hellerup) var en dansk missionær i Indien.
Hans fader var smed. Han blev student i 1882 og cand.teol. i 1888.
I 1889 blev han i Det Danske Missionsselskabs tjeneste sendt til Indien, hvor han virkede i Madras, særlig blandt unge engelskdannede hinduer. Under et ophold i hjemmet trådte han ud af missionsselskabets tjeneste i 1899 og optog derpå et missionsarbejde blandt studenterne i Madras, understøttet af et udvalg i Danmark med professor P. Madsen som formand. I 1910 blev han professor i bibelsk eksegese og religionshistorie ved The United Theological College i Bangalore, en præsteskole, som flere missionsselskaber, der arbejder i Sydindien, havde oprettet i fællesskab. Hans løn blev fortsat betalt af det danske "Udvalg for Lars Peter Larsen’s Mission", hvis formand var professor V. Ammundsen.
Ved sin karakterfulde kristne personlighed, sin klare tanke og sin sympatiske forståelse for indisk tankegang vandt Lars Peter Larsen i hele Sydindien en overordentlig stor anseelse både hos europæere og indere, kristne og ikke-kristne, og under sine ophold i Danmark forestod han en skattet og indflydelsesrig virksomhed som foredragsholder og prædikant. Ved Københavns Universitet holdt han flere gange missionshistoriske forelæsninger, og en sådan forelæsningsrække blev udgivet i hans fortrinlige bog, "Hindu-Aands-liv og Kristendommen" i 1907. Desuden udgav han flere bibelske studier:
- Gaven og Opgaven. Vejledning til Fordybelse i Efeserbrevet (1906),
- Tro (1907),
- Vejledning til Fordybelse i Korintherbrevene (1908),
- Bøn (1915).

Særlig opmærksomhed vakte Korset (1912) ved sin vægtige, om end i formen nænsomme kritik af den overleverede forestilling om Kristi død som en stedfortrædende straflidelse, der skulle forandre Guds sind fra vrede til kærlighed.
I 1918 blev han af universitetet i Lund udnævnt til Dr.theol., honoris causa.